# Kurówka
Die Kurówka, ein Fluss im Südosten Polens, ist ein rechtsseitiger Zufluss der Weichsel. Sie entspringt in der Nähe des Dorfes Piotrowice Wielkie, ist ungefähr 50 Kilometer lang und mündet in der Nähe von Puławy in die Weichsel. Ihr Einzugsgebiet wird mit 395,4 km² angegeben. Zu den wichtigeren Städten entlang des Flusses gehören Puławy, Kurów, Końskowola, Markuszów und Garbów.
Da der Fluss als wichtigster Wasserlieferant für ein Stickstoff produzierendes Unternehmen in Puławy dient, wurde er kanalisiert und von der Weichsel durch ein System von Dämmen und Schleusen getrennt. Abgesehen von kleineren Gewässern hat der Fluss zwei wichtige Zuflüsse, den Białka (Kurówka) und den/die Garbówka.